# Luterbach
Luterbach är en ort och kommun i kantonen Solothurn, Schweiz. Kommunen har 3 640 invånare (2023).